# Сара Анджелини
Сара Анджелини (на английски: Sara Angelini) е американска адвокатка и писателка на бестселъри в жанра любовен роман и чиклит.

## Биография и творчество
Сара Райт Анджелини е родена през 1972 г. в Крафтън, Пенсилвания, САЩ.
Завършва Университета на Западна Вирджиния в Моргантаун с магистърска степен по животновъдни науки. Тя се отказва от мечтата си да стане ветеринар, когато осъзнава, че всъщност харесва само собствените си домашни любимци. Заедно със съпруга си се премества в Калифорния. Учи право в Университета на Сан Франциско. Получава лиценз през 2001 г. и става адвокат в кантората „Маклелън & Корън“.
Обича да пише истории още от ученическа възраст. Като адвокат често си пише диалози и сюжети докато текат съдебните дела. С подкрепата на съпруга си започва да пише през 2006 г. Ръкописът е готов за 5 месеца и първоначално тя го публикува на сайта на „Лулу“. От там той е видян от издател, който се свързва с авторката.
Първият ѝ роман „Влюбени до доказване на противното“, в стил чиклит, е публикуван през 2007 г. В него високомерния съдия Фицуилям Дарси и амбициозната адвокатка Елизабет Бенет се изправят един срещу друг балансирайки между законите на любовта и правото, в една секси, смела и забавна история, модерна версия на романа на Джейн Остин „Гордост и предразсъдъци“.
Сара Анджелини живее със семейството си в Белмонт, Калифорния.

## Произведения

### Самостоятелни романи
- Влюбени до доказване на противното, The Trials Of The Honorable F. Darcy (2007)